# Horror Show
Horror Show es el sexto álbum de estudio de la banda estadounidense de thrash metal Iced Earth. Publicado el 25 de junio de 2001. Se trata de un álbum temático sobre la base de los monstruos clásicos y los iconos de películas de terror, incluyendo Drácula, Frankenstein, The Phantom of the Opera. Fue el primer álbum de Iced Earth con el baterista, Richard Christy, y el único álbum que cuentan con Steve DiGiorgio en el bajo, a pesar de que no salió de gira con la banda.
Hubo un especial de edición limitada de 2CD conjunto. El segundo disco aparece el tema instrumental "Transylvania" (un cover de Iron Maiden) junto con una entrevista con el guitarrista líder de la banda, el guitarrista rítmico; Jon Schaffer. También hay una versión de un solo disco con "Transylvania", pero sin la entrevista. La canción "Dracula", incluye la línea de "The blood is the life", una cita de Deuteronomio 12:23. Sin embargo, es probable que levantó de la versión de 1992 de Nosferatu, el vampiro, que también cuenta con la línea. Al igual que en "Drácula", muchas de las letras se sacan directamente de las películas que se inspiraron en él. A diferencia de otras versiones, que cuenta con mucho más y por escrito de Matt Barlow.
Al final de la canción de "Damien" hay una sección donde la voz de Matt invierte o repite el mensaje de que también está en la sección central, el silencio de la canción. Por lo tanto, si la canción es tocada al revés, el verdadero mensaje se puede escuchar. Este tipo de voz invertido también fue hecha por Iron Maiden por el principio de su canción "Still Life" de su cuarto álbum de estudio "Piece of Mind".

## Canciones
| N.º | Título                                                                                        | Duración |  |
| 1.  | «Wolf» (inspirado por The Wolf Man)                                                           | 5:20     |  |
| 2.  | «Damien» (inspirado por The Omen)                                                             | 9:12     |  |
| 3.  | «Jack» (inspirado por Jack the Ripper)                                                        | 4:14     |  |
| 4.  | «Ghost of Freedom» (inspirado por concepto de Matt Barlow [cited by the interview on disc 2]) | 5:12     |  |
| 5.  | «Im-Ho-Tep (Pharaoh's Curse)» (inspirado por La momia)                                        | 4:45     |  |
| 6.  | «Jekyll & Hyde» (inspirado por El extraño caso del doctor Jekyll y el señor Hyde)             | 4:39     |  |
| 7.  | «Dragon's Child» (inspirado por Creature from the Black Lagoon)                               | 4:21     |  |
| 8.  | «Transylvania» (cover de Iron Maiden)                                                         | 4:30     |  |
| 9.  | «Frankenstein» (inspirado por Frankenstein)                                                   | 3:50     |  |
| 10. | «Dracula» (inspirado por Drácula)                                                             | 5:54     |  |
| 11. | «The Phantom Opera Ghost» (inspirado por The Phantom of the Opera)                            | 8:41     |  |

### Edición limitada
El primer prensado se presentó en un nivel 2-CD en una caja de plástico sin ninguna referencia a las pistas en el disco de la prima (ni el propio disco), excepto por una pegatina en la parte delantera.

#### Disco uno
| N.º | Título                                                                           | Letras           | Música              | Duración |  |
| 1.  | «Wolf» (inspirado de la película The Wolf Man)                                   | Schaffer         | Schaffer            | 5:20     |  |
| 2.  | «Damien» (inspirado de la película The Omen)                                     | Schaffer         | Schaffer            | 9:12     |  |
| 3.  | «Jack» (inspirado de Jack the Ripper)                                            | Barlow           | Schaffer            | 4:14     |  |
| 4.  | «Ghost of Freedom» (inspirado de The Patriot)                                    | Barlow, Schaffer | Barlow, Schaffer    | 5:12     |  |
| 5.  | «Im-Ho-Tep (Pharaoh's Curse)» (inspirado de la película La momia)                | Barlow           | Tarnowski, Schaffer | 4:45     |  |
| 6.  | «Jekyll & Hyde» (inspirado de El extraño caso del doctor Jekyll y el señor Hyde) | Barlow           | Schaffer            | 4:39     |  |
| 7.  | «Dragon's Child» (inspirado de Creature from the Black Lagoon)                   | Barlow           | Schaffer            | 4:21     |  |
| 8.  | «Frankenstein» (inspirado de Frankenstein)                                       | Schaffer         | Schaffer            | 3:50     |  |
| 9.  | «Dracula» (inspirado de Drácula)                                                 | Schaffer         | Schaffer            | 5:54     |  |
| 10. | «The Phantom Opera Ghost» (inspirado de The Phantom of the Opera)                | Schaffer         | Schaffer            | 8:41     |  |

#### Disco dos
| N.º | Título                                                     | Letras         | Música | Duración |  |
| 1.  | «Transylvania» (Iron Maiden cover)                         | (instrumental) | Harris | 4:30     |  |
| 2.  | «Interview with Jon Schaffer» (conducted by Sumit Chandra) |                |        | 69:27    |  |

## Créditos
- Jon Schaffer - Guitarra rítmica, guitarra acústica, voz, teclados
- Matt Barlow - Voz principal
- Larry Tarnowski - Guitarra solista, Solos de guitarra en todas las canciones excepto "Ghost of Freedom"
- Richard Christy - Batería
- Steve DiGiorgio - Bajo (acreditado como "músico invitado")[1]

### Créditos adicionales
- Missy Percifield - Voz en "The Phantom Opera Ghost" como "Christine"
- Richie Wilkison - Coros
- Rafaela Farias - Coros
- Sam King - Coros
- Jim Morris - Coros, teclados, Solo de guitarra en "Ghost of Freedom"
- Howard Helm - Teclados (Pipe Organ) en "The Phantom Opera Ghost"